# Adam Romer

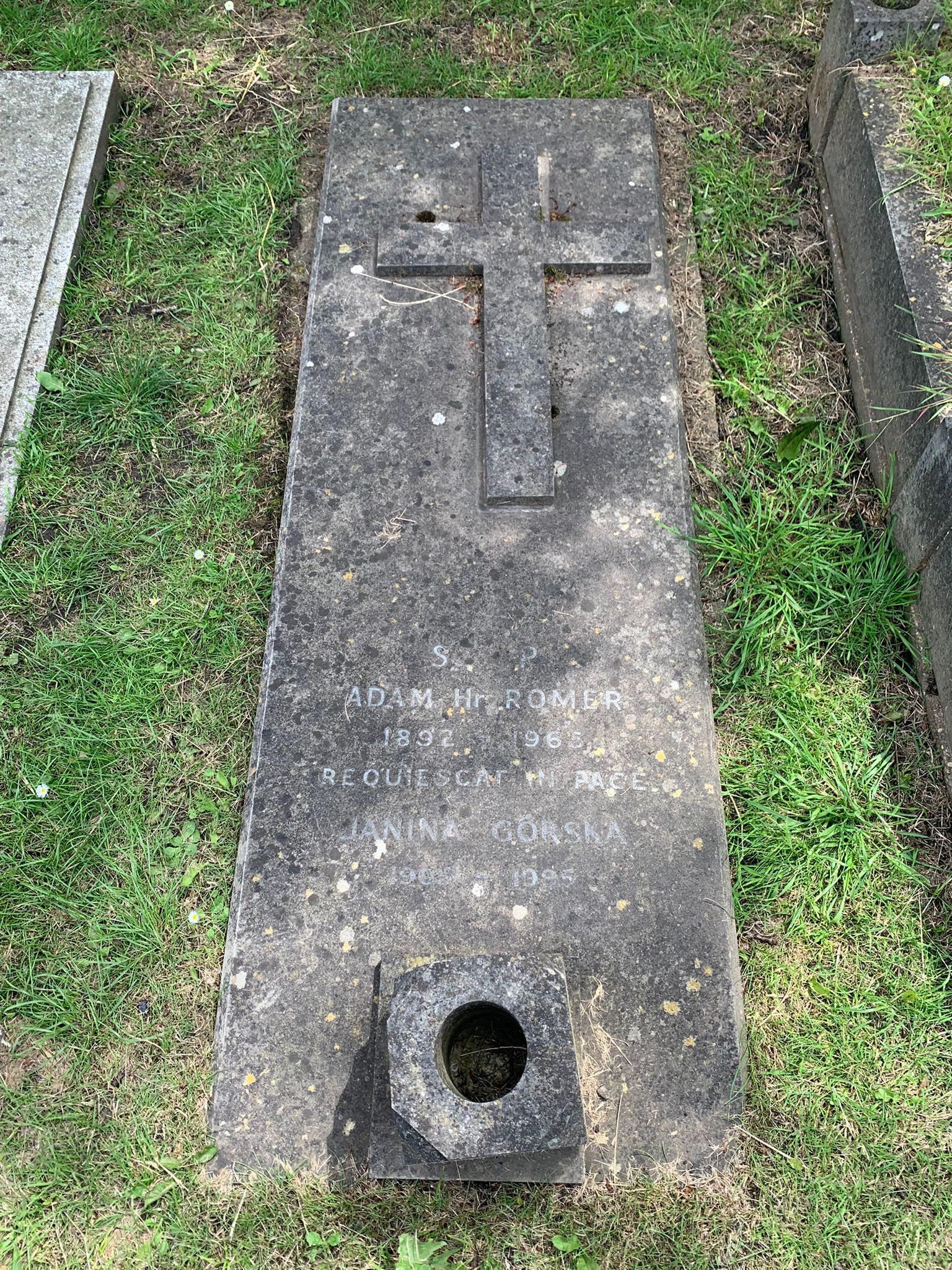
Grób Adama Romera

Adam Feliks Maria hr. Romer (ur. 5 stycznia 1892 w Neutitschein, zm. 14 sierpnia 1965 w Londynie) – rotmistrz kawalerii Wojska Polskiego, publicysta, polityk.

## Życiorys
Pochodził z rodziny ziemiańskiej. Był synem Adama (1856–1938, wieloletniego starosty powiatowego na Morawach) i Elżbiety z domu Vetter von der Lilie (1859–1936). Jego rodzeństwem byli Maria, Karol (1885–1938, także dyplomata) i Rodryg (ur. 1903, ziemianin, porucznik kawalerii Wojska Polskiego).
Studiował na Uniwersytecie Wiedeńskim i Warszawskim. Podczas I wojny światowej służył w armii austriackiej. Został wzięty do niewoli rosyjskiej, a w obozie bołchowskim stanął na czele Polskiej Organizacji Wojskowej. Po rewolucji lutowej i obaleniu caratu w Rosji pracował  w Radzie Polskiego Zjednoczenia Międzypartyjnego i w komisji jeńców Naczelnego Polskiego Komitetu Wojskowego (Naczpolu).
Po powrocie do ojczyzny został przyjęty do Wojska Polskiego. Służył na placówkach w Belgii i w Finlandii, uczestniczył w rokowaniach z Litwinami. W Wojsku Polskim został awansowany do stopnia rotmistrza kawalerii ze starszeństwem z dniem 1 czerwca 1919. W 1923 jako oficer nadetatowy 5 pułku ułanów z Ostrołęki był przydzielony do służby w Oddziale II Sztabu Generalnego Wojska Polskiego. Następnie zweryfikowany jako rotmistrz rezerwy kawalerii ze starszeństwem z dniem 1 czerwca 1919 i w 1924 jako były oficer służby stałej był rezerwowym 5 pułku ułanów. W 1934 jako rotmistrz rezerwy kawalerii był przydzielony do Oficerskiej Kadry Okręgowej nr I jako oficer po ukończeniu 40. roku życia i pozostawał wówczas w ewidencji Powiatowej Komendy Uzupełnień Warszawa Miasto III.
Do 1924 był referentem biura prasowego Prezydium Rady Ministrów. Publikował na łamach czasopism polskich: „Polska Zbrojna”, „Czas”, „Słowo”, „Dziennik Poznański”, „Dzień Polski”, „Ilustrowany Kurier Codzienny”, „Prąd”, „Drogi Polskie”, „Przegląd Powszechny” oraz w prasie zagranicznej. Od 1926 był działaczem Stronnictwa Prawicy Narodowej. W latach 1939–1944 był dyrektorem Biura Prezydium Rady Ministrów przy rządach Władysława Sikorskiego i Stanisława Mikołajczyka.
Pochowany na Gunnersbury Cemetery (Sq. FA gr. 18).

## Odznaczenia
- Krzyż Walecznych
- Medal Niepodległości
- Medal Pamiątkowy za Wojnę 1918–1921
- Medal Dziesięciolecia Odzyskanej Niepodległości
- ordery zagraniczne